# William Richard Morris
Pour les articles homonymes, voir William Morris (homonymie) et Morris.
William Richard Morris (10 octobre 1877, Worcester – 22 août 1963), 1er vicomte Nuffield, est le fondateur de la Morris Motor Company.

## Biographie
Né à Worcester, William Morris vit à Oxford où sa famille s'établit en 1880. Il quitte l'école à l'âge de quinze ans pour devenir apprenti chez un vendeur et réparateur de bicyclettes. À seize ans il fonde sa propre entreprise. D'abord réparateur et vendeur de vélos, il se tourne ensuite vers le commerce de motocyclettes puis d'automobiles.

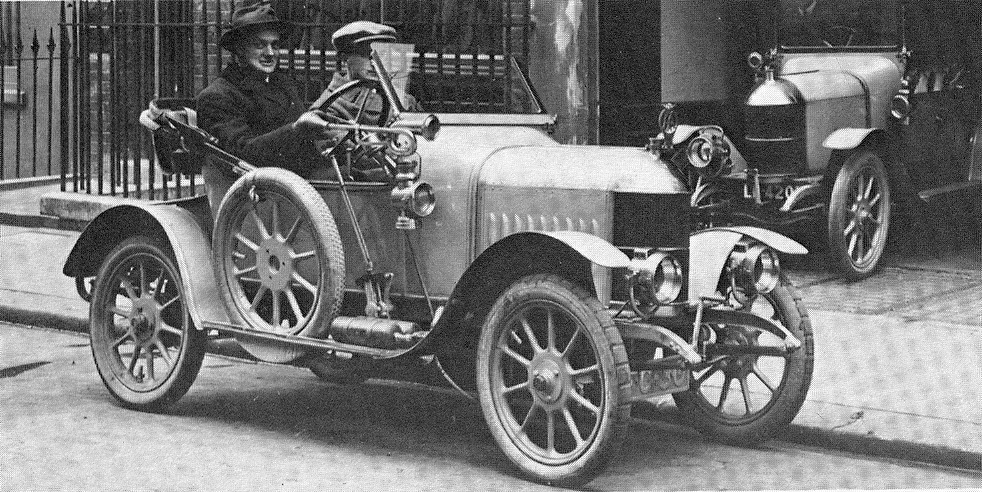
Une Morris Oxford de 1913.

En 1913, il commence la construction du modèle Morris Oxford (connu sous le sobriquet de « Bullnose » à cause de la forme arrondie de son radiateur rappelant un museau de taureau). Quoique bon mécanicien, William Morris n'est pas un créateur né et sa première voiture est composée d'éléments de diverses provenance. Le moteur à soupapes latérales est construit par WHite & Pope, le pont arrière à vis sans fin par Wrigley, etc. La Morris Oxford est un succès dès sa première année de fabrication et permet à William Morris de racheter ses fournisseurs les uns après les autres. Vingt-cinq ans après la fondation de son entreprise, Morris dispose d'un holding financier lui permettant de contrôler quatre marques d'automobiles (Morris, MG, Riley et Wolseley), une gamme de véhicules utilitaires (Morris Commercial) et de développer un certain nombre d'activités annexes (moteurs marins, véhicules militaires, garages préfabriqués adaptés aux dimensions des voitures Morris, etc.). Il met également sur pieds un réseau de garages (Morris Garages) destinés à la vente et la maintenance des voitures de ses marques et dont les initiales serviront à Cecil Kimber (alors directeur de Morris Garages LTD) lors de la fondation de la marque MG.
À l'instar d'André Citroën, Morris comprend très tôt tout l'intérêt qu'il peut tirer des méthodes de production de masse initiées par Studebaker et popularisées par Henry Ford. Mais désirant brûler les étapes, en 1913, il importe des États-Unis 80 % des pièces de son modèle Cowley, dont le moteur (Continental), la boîte de vitesses (Detroit Gear), l'allumage par magnéto (American Bosch). Il passe commande d'éléments pour la fabrication de 3000 voitures, mais la déclaration de guerre ne permet la production que de 1450 Morris Cowley. Après l'armistice, Continental ayant cessé de lui fournir des moteurs, Morris incite Harry Ainsworth (directeur de la succursale anglaise d'Hotchkiss) à produire à prix concurrentiel le moteur 1548 cm³ Continental. Durant la crise économique qui suit la première guerre mondiale, Morris décide de diminuer au maximum ses marges bénéficiaires et de vendre ses voitures quasiment à prix coûtant : en 1921, une Morris Cowley de base est vendue 375 £ et en 1926 seulement 170 £. Cette initiative inédite et allant à l'encontre de ce que fait la concurrence est la raison du succès et de la fortune de William Morris.
En 1929, William Morris est anobli une première fois, en 1934 il est nommé baron Nuffield et en 1938 1er vicomte Nuffield. Tous ces titres dispaissent à sa mort.